# 제2군단 (베트남 공화국)

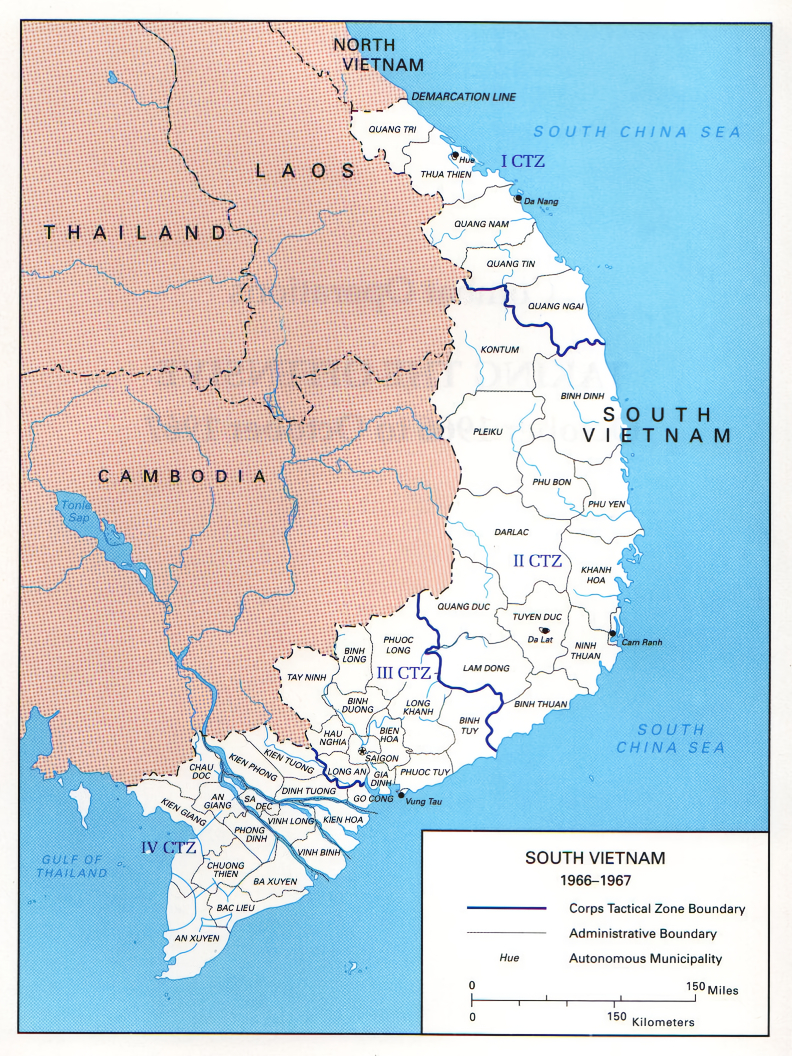
베트남 공화국의 군단 위치가 표시된 지도

제2군단(베트남어: Quân đoàn II)는 베트남 공화국 군대의 4개의 군단 중 하나로 수도인 사이공의 북부에 있는 여러 지역들을 방어하는 군단이었다.

## 사단

제22사단
제23사단